# Cristur, Hunedoara
Cristur (în maghiară Csernakeresztur) este un sat ce aparține municipiului Deva din județul Hunedoara, Transilvania, România.

## Galerie de imagini

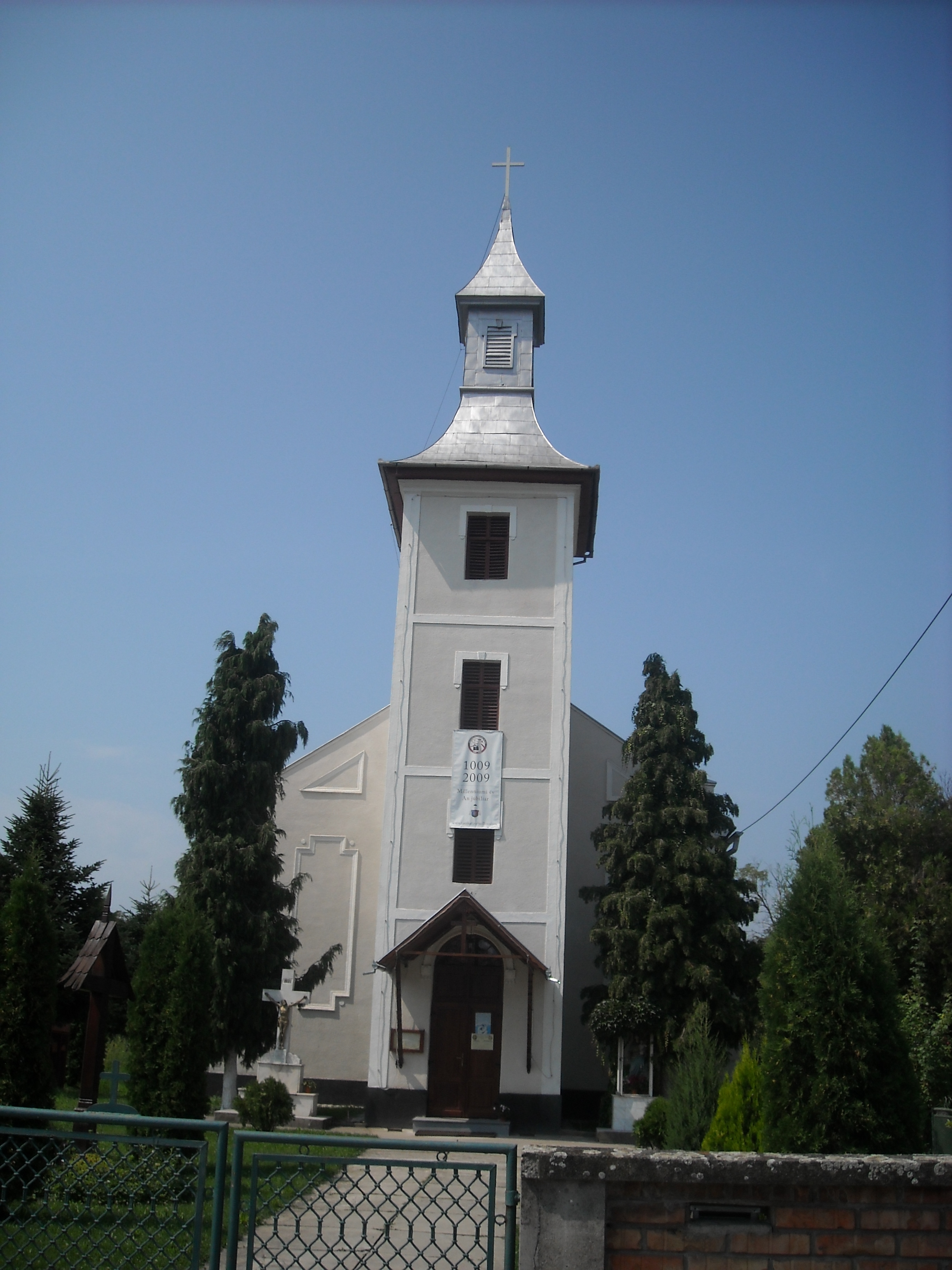
Biserica romano-catolică din Cristur
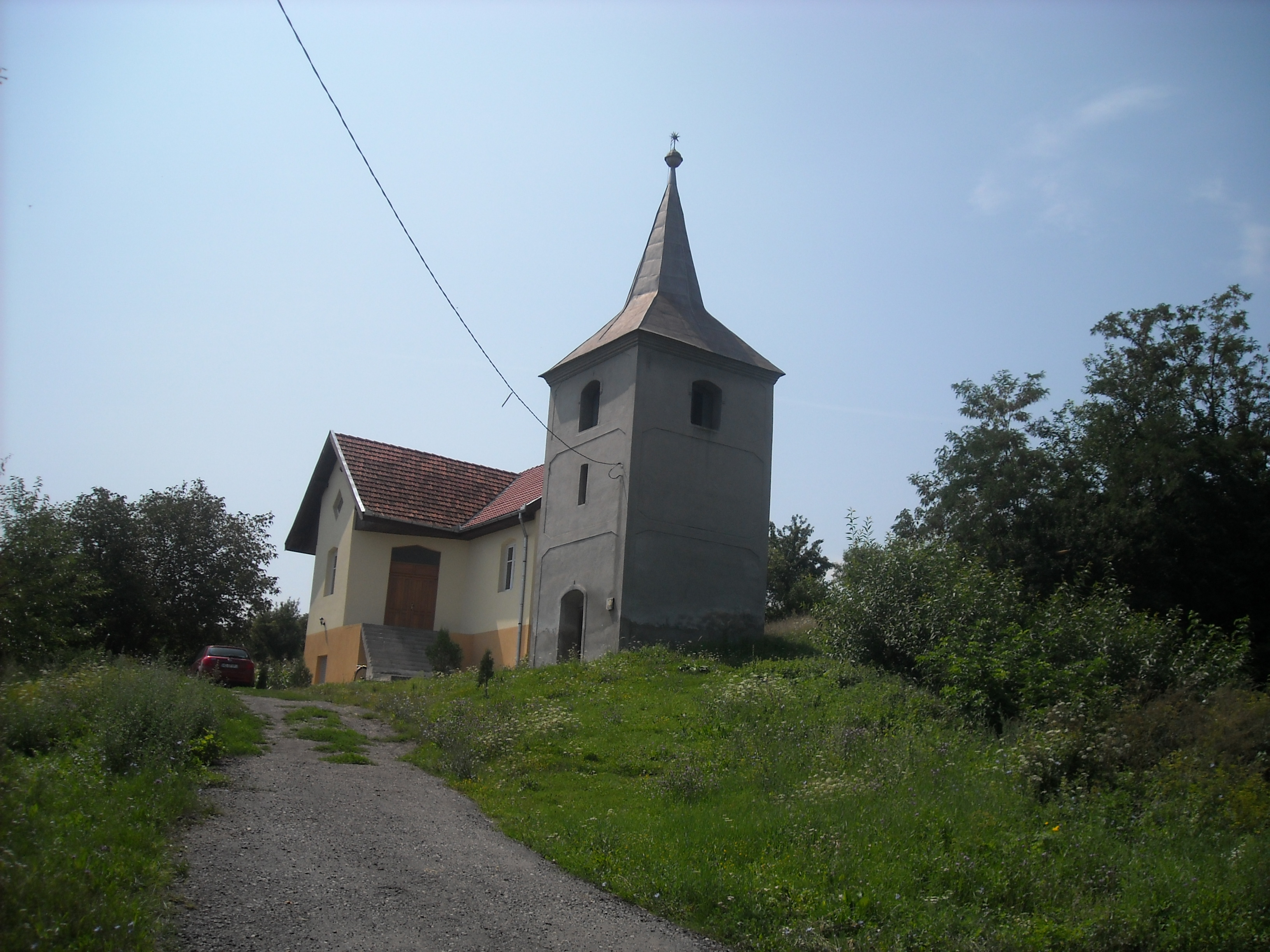
Biserica reformată-calvină din Cristur
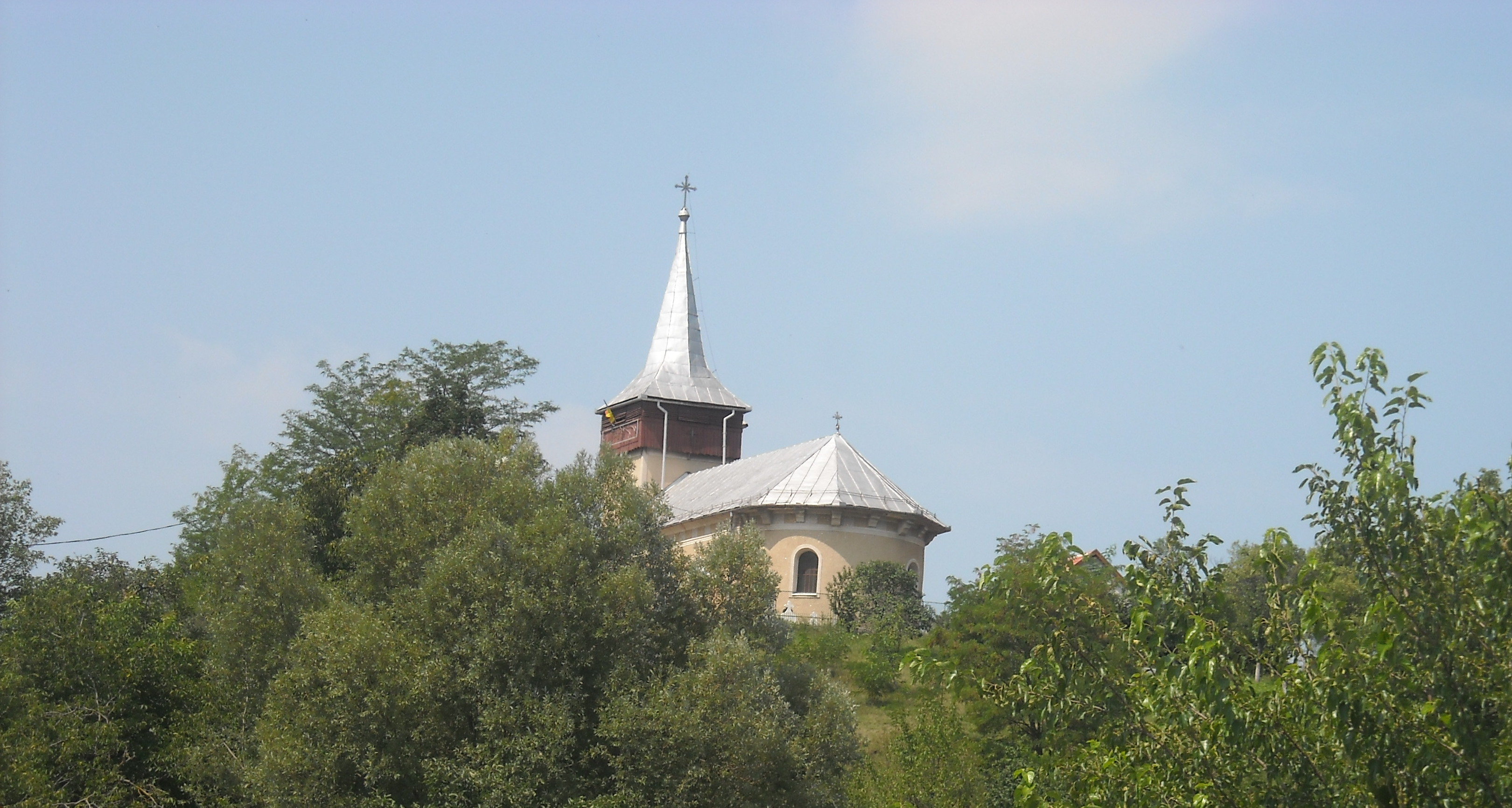
Biserica ortodoxă din Cristur
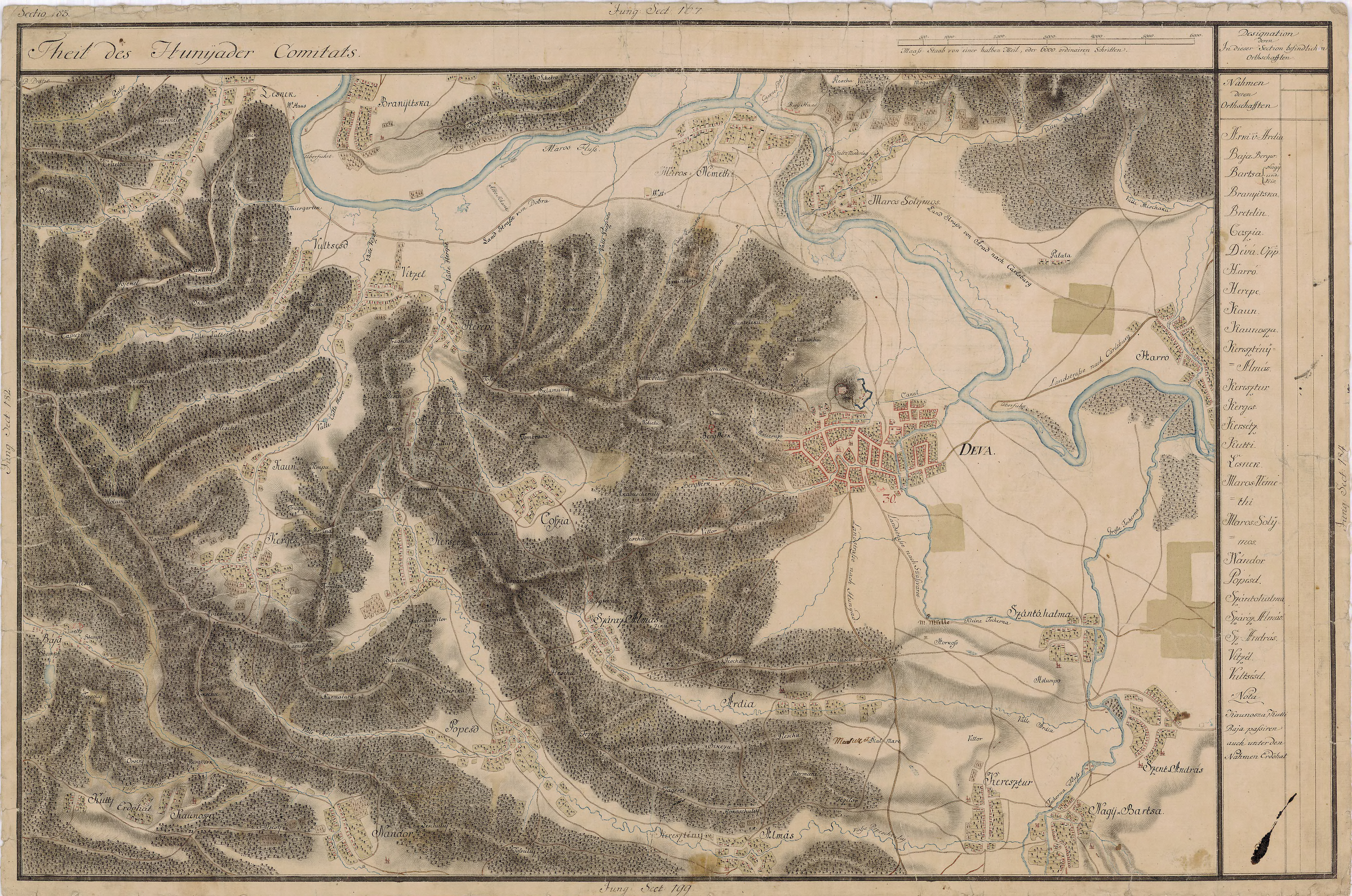
Cristur pe Harta Iosefină a Transilvaniei, 1769-1773

## Persoane notabile
- Ladislau Daradici, scriitor român
- Emil Roman, preot român